# 喉音
喉音（こうおん、英語: guttural consonant）とは、口の奥の方で調音する子音全般の古い名称。あいまいな用語であるため、現在の音声学では使わず、実際の調音位置によって舌背音、舌根音、声門音のように呼びわける。
さまざまな言語の伝統的音韻学・文法学でも喉音という語を使うが、その定義はそれぞれ異なっている。
歴史言語学では現在も使われることがある。また、音韻論の分野で使われることがある。
インド・ヨーロッパ語族の喉音理論については当該記事を参照。

## 概要
英語: guttural は、ラテン語: guttur（のど）に由来する。しかし喉音の中には [ŋ] [ç] のように、のどとは無関係な音を含んでいる。喉音は現在の音声学で使われない用語であり、その正確な定義は存在しないが、おおむね以下の音の一部または全部に相当する。
- 舌背音
  - 硬口蓋音
  - 軟口蓋音
  - 口蓋垂音
- 舌根音
  - 咽頭音
  - 喉頭蓋音
- 声門音

現代でも、フランス語などに見られる口蓋垂音の r を「喉音のR」(英: guttural R) と呼ぶことがある。

## 音韻論における喉音
ジョン・マッカーシーは、口蓋垂音・咽頭音・声門音をあわせて喉音としている。マッカーシーによると、これらの音を一つにまとめることを正当化する音韻論的な根拠がある。

## 伝統的文法における喉音
ヘブライ語文法では、א ה ח ע (ʾ h ḥ ʿ) の4子音を喉音と呼ぶ。喉音は形態変化において重要な役割を果たす。
サンスクリットでは、軟口蓋破裂音・鼻音(k kh g gh ṅ)のことを喉音（kaṇṭhya）と呼ぶ。
中国語の伝統的音韻学では、口の奥の方で調音される子音のうち、軟口蓋破裂音・鼻音以外の音を喉音と呼ぶ。日本ではその影響で五十音の「アヤワ」3行を喉音と呼ぶことがあった。また朝鮮語のハングルではㅇ・ㅎ（古ハングルではㆆ・ㆅなども）が喉音に該当する。詳細は五音を参照。

## 言語学以外
ヘヴィメタルのデスヴォイスの類を英語では guttural と呼ぶことがあるが、言語学の喉音とは関係が薄い。